# 种岱
种岱，字公祖，東漢大司農种暠之子，舉孝廉、茂才，官至議郎。

## 記載
與李固子李燮同征議郎，燮聞岱卒，痛惜甚，乃上書求加禮於岱，曰：「臣聞仁義興則道德昌，道德昌則政化明，政化明而萬姓寧。伏見故處士种岱，淳和達理，耽悅《詩》、《書》，富貴不能回其慮，萬物不能擾其心。稟命不永，奄然殂殞。若不槃桓難進，等輩皆已公卿矣。昔先賢既沒，有加贈之典，《周禮》盛德，有銘誄之文，而岱生無印綬之榮，卒無官諡之號。雖未建忠效用，而為聖恩所拔，遐邇具瞻，宜有異賞。」朝廷竟不能從。

## 家庭
- 父：种暠，字景伯，河南洛陽人，官至大司農。
- 弟：种拂，字穎伯。初為司隸從事，拜宛令。時，南陽郡吏好因休沐，遊戲市里，為百姓所患。拂出逢之，必下車公謁，以愧其心，自是莫敢出者。政有能名，累遷光祿大夫。初平元年（190年），代荀爽為司空。明年，以地震策免，復為太常。
- 侄：种劭，字申甫，种拂之子，漢獻帝時官至侍中。